# Salvatore Giuliano
Salvatore Giuliano (ur. 16 listopada 1922 w Montelepre, zm. 5 lipca 1950 w Castelvetrano) – włoski przestępca. Był sycylijskim chłopem, status społeczny klasy, z której się wywodził był jednym z czynników, które doprowadziły go do zostania bandytą i separatystą będącym reprezentantem ubogiej ludności Sycylii.
Dzięki wspomaganiu biedoty poprzez rozdawanie żywności i pieniędzy zrabowanych bogatym historia jego działalności często porównywana jest do legendy o Robin Hoodzie.
Jako członek Sycylijskiego Ruchu Niepodległościowego Giuliano podejmował działania mające na celu uzyskanie przez wyspę niezależności od włoskiego rządu. Jego działania skupiały na sobie uwagę międzynarodowych mediów.

## Życiorys

### Dzieciństwo
Urodził się w Montelepre, w prowincji Palermo jako czwarte dziecko Salvatore i Marii Giuliano. Nazywano go Turiddu lub Turi. Odebrał podstawowe wykształcenie, ograniczone przez Sycylijską strukturę klasową. W wieku 13 lat rozpoczął u boku ojca pracę na roli.
Przewoził oliwę z oliwek, dokonywał napraw telefonicznych i pracował przy budowie dróg. Giuliano został powołany do włoskiej armii, lecz aliancka operacja Husky uchroniła go przed służbą wojskową. Podczas wojny brał udział w handlu na czarnym rynku (będąc uzbrojonym).

### Działalność
2 września 1943 roku podczas przewożenia zakupionego na czarnym rynku zboża zabił karabiniera będącego na służbie w pobliżu Quattro Molini. Został dwukrotnie postrzelony podczas ucieczki po tym, jak odpowiadając na ogień zastrzelił karabiniera. Podczas tego zdarzenia zgubił swoje dokumenty. Rodzina wysłała go do Palermo w celu usunięcia pocisków z ciała.
W drugiej połowie grudnia wielu mieszkańców Montelepre (w tym ojciec Giuliana) zostało aresztowanych podczas obławy karabinierów. Giuliano pomógł części z aresztowanych w ucieczce z więzienia w Monreale. Niektórzy z uwolnionych przyłączyli się do niego.
Zaszywszy się w górach skupił wokół siebie pięćdziesięcioosobową bandę na którą składały się osoby ścigane przez wymiar sprawiedliwości i uwolnieni z więzienia w Monreale.
Banda zaczęła rabować pieniądze, których potrzebowała na żywność i broń do walki z karabinierami
Dołączył także do separatystycznego Sycylijskiego Ruchu Niepodległościowego, który zawierał w swoich szeregach przedstawicieli różnych opcji politycznych, a także osoby ściśle powiązane z mafią.
Porozumienie Giuliano i separatystów doszło do skutku w drugiej połowie 1945 roku. Banda Giuliana stała się elementem zbrojnego ramieniem ruchu- EVIS (Esercito Volontario per l'Indipendenza della Sicilia, Ochotnicza Armia na rzecz Wolności Sycylii). Zapewniono go także, iż w razie zwycięstwa separatystów zostanie objęty amnestią unikając kary wymierzonej przez wymiar sprawiedliwości, a także zostanie mianowany na odpowiednie stanowisko na nowej, niepodległej Sycylii. Giuliano organizował ataki na cele rządowe i policyjne w imieniu ruchu.
Giuliano wciąż był problemem dla władz w Rzymie. Kontynuował walkę przeciw włoskiemu rządowi w imieniu separatystów. Jego ataki stały się słynne na całym świecie, obrastał legendą. W styczniu 1946 roku, w Montedoro, Giuliano wraz ze swoją bandą stoczył krwawą bitwę z siłami rządowymi, w której wzięły udział prawdopodobnie tysiące separatystów. Działania Giuliana dawały do zrozumienia, iż niepodległość Sycylii może być osiągnięta jedynie poprzez walkę zbrojną. Siły policyjne i wojskowe nie mogły zniszczyć formacji Giuliana. Atakował z pomocą chłopów, którzy widzieli w nim swojego Robin Hooda – wspomożyciela ubogich i zmorę właścicieli ziemskich.
Giuliano przeprowadził tę akcję z minimalnymi stratami.
W tym czasie narosło wiele mitów i legend na temat Salvatora Giuliano. Jedna z historii opowiada o tym, jak odkrył, iż pracownik poczty kradnie listy z pieniędzmi przesyłanymi przez Sycylijczyków do swych krewnych w USA. Zabił pocztowca i dopilnował, aby listy dotarły do swych adresatów.
Kiedy rabował księżną Pratameno, pozostawił jej jedynie pierścionek zaręczynowy i pożyczył książkę, którą czytała – odesłał ją później z wyrazami szacunku. Wspomagał wieśniaków dzierżawiących ziemię wysyłając im jedzenie i pieniądze. Wbrew niektórym oskarżeniom, nie był Mafioso.

### Masakra na przełęczy Portella della Ginestra
Wraz z kolejnymi aresztowaniami separatystycznych liderów topniały fundusze bandy Giuliana. Zmuszony był szukać nowych źródeł finansowania. W 1947 roku porozumiał się z prawicą i sprzyjającymi jej właścicielami ziemskimi, którzy zlecili mu tłumienie rozprzestrzeniania się lewicowych poglądów wśród chłopów. Swoimi działaniami ograniczył zwycięstwa socjalistyczno – komunistycznych ugrupowań. W tym samym roku jego stale malejąca banda zajęła się porwaniami dla okupu i tym samym zyskała regularne zyski.
Po odebraniu tajemniczego listu od nieznanego nadawcy Giuliano 1 maja poprowadził swoich ludzi nad górską przełęcz Portella della Ginestra w celu pojmania najbardziej prominentnego komunistycznego działacza na Sycylii Girolamo Li Causi. Jednak zdarzenie zamieniło się w masakrę.
Jedenastu cywili, w tym kobieta i troje dzieci zostało zabitych. Ponad trzydziestu zostało rannych. Sam Giuliano (który osobiście nie oddał ani jednego strzału) twierdził, iż rozkazał swoim ludziom strzelać ponad głowami pochodu spodziewając się, iż w ten sposób go rozpędzi. Niektóre źródła oskarżają za to zdarzenie mafię, która miałaby przeniknąć w szeregi bandy Giuliana i spowodować masakrę.
Incydent spowodował narodowy skandal.
Wciąż jest to mocno kontrowersyjny temat, szczególnie treść listu otrzymanego przez Giuliana przed masakrą.
Wina przypisywana jest wielu mocodawcom, włączając w to włoski rząd, który od dawna starał się zniszczyć bandytę. Lewicowcy, którzy byli ofiarami ataku obwiniali za to właścicieli ziemskich i Mafię. Stworzona tablica pamiątkowa w swojej treści nie wspomina ewentualnej winy Giuliana i jego bandy.
1 maja 1947 tu, na skałach Barbato, celebrując święto klasy robotniczej [...] społeczność Piana degli Albanesi, San Giuseppe Jato i San Cipirello [...] znalazła się pod okrutnym i barbarzyńskim ogniem pocisków Mafii i baronów[...]

### Upadek i śmierć
Giuliano kontynuował ofensywę przeciwko socjalistom, lecz w ciągu roku 1948 wsparcie dla jego działań malało. Społeczność lokalna była coraz mniej skłonna do udzielania mu wsparcia i rozpoczynała współpracę z organami ścigania ignorując fakt, iż likwidował wykrytych informatorów.
Giuliano ośmielił w swych działaniach karabinierów, wysyłając odbijające się szerokim echem listy, w których informował o tym, jak stołuje się w restauracjach w Palermo, zostawiając na miejscu kartkę z informacją o swojej obecności.
Nagroda za jego pojmanie została podwojona. Zostały stworzone specjalne siły powołane przez rząd do stłumienia bandytyzmu.
Trzystu karabinierów zaatakowało górską twierdzę jego bandy, lecz większość jej członków zdążyła zbiec. 14 sierpnia 1949 roku jeden z podwładnych Giuliana podłożył miny pod konwój policyjnych pojazdów w pobliżu koszar Bellolampo na obrzeżach Palermo zabijając siedmiu karabinierów i raniąc jedenastu.
W rezultacie włoski rząd wysłał 1000 żołnierzy na zachodnią Sycylię. Wojskiem dowodził pułkownik Ugo Luca.
5 lipca 1950 Giuliano został zastrzelony w Castelvetrano. Według karabinierów, kapitan Antonio Perenze zastrzelił go kiedy stawiał opór przy aresztowaniu.
Jednak reporter śledczy Tommaso Besozzi z tygodnika L'Europeo wkrótce ujawnił, iż oficjalna wersja przebiegu wydarzeń jest fikcją.
W nagłówku artykułu czytamy: Jedyną pewną rzeczą jest to, że nie żyje.
Gaspare Pisciotta, najbliższy współpracownik Giuliana twierdził później, iż policja obiecała mu ułaskawienie i nagrodę, jeśli zabije Giuliana.
Matka Giuliana, Maria podobno wierzyła w tę wersję wydarzeń. Pisciotta cztery lata później, podczas odbywania kary w więzieniu zmarł wskutek zatrucia 200 miligramami strychniny, ukrytymi w filiżance herbaty.
Podczas procesu w sprawie Masakry na Portella della Ginestra Gaspare Pisciotta wskazywał zleceniodawców, którzy rzekomo przed masakrą spotkali się z Giuluanem. Jednak wskazane osoby zostały uznane za niewinne przez sąd apelacyjny w Palermo, który zajmował się ich rzekomą rolą w zdarzeniu.

### Wątpliwości na temat śmierci
Przez lata przedstawiane były wątpliwości na temat śmierci Giuliana. Według jednej z wersji wydarzeń uciekł z Sycylii do Tunisu, skąd następnie trafił do USA. Historyk Giuseppe Casarrubea, syn jednej z ofiar Giuliana skompletował materiały udowadniające, że ciało pochowane jako Giuliana należało do kogoś innego. 15 października 2010 roku prokuratura w Palermo podjęła decyzję o ekshumacji ciała i porównaniu DNA z żyjącymi krewnymi Giuliana.

## Upamiętnienie
Francesco Rosi wyreżyserował w roku 1961 film pt. Salvatore Giuliano.
W 1984 roku pisarz Mario Puzo opublikował książkę Sycylijczyk – fabularyzowaną opowieść o życiu Giuliana, zekranizowaną w roku 1987 przez Michaela Cimino z Chritopherem Lambertem w roli głównej.
Lorenzo Ferrero, w 1985 roku skomponował operę pt. Salvatore Giuliano, która miała swoją premierę w 1986 roku. Na Sycylii powstało także wiele pieśni ludowych opowiadających o życiu i czynach Giuliana.